# Luis Saritama
Luis Fernando Saritama, né le 20 octobre 1983, est un footballeur équatorien. Il joue au poste de milieu de terrain. Il a joué notamment pour les Tigres UANL et l'Alianza Lima.

## Carrière

### En club
- 2000-2004 : Deportivo Quito -  Équateur
- 2004-2005 : Alianza Lima -  Pérou
- 2005-2006 : Deportivo Quito -  Équateur
- 2006 : Tigres UANL -  Mexique
- 2007 : Club América -  Mexique
- 2007-2008 : Alianza Lima (prêt) -  Pérou
- 2008- : Deportivo Quito -  Équateur

### En équipe nationale
Il a joué avec l'équipe d'Équateur des moins de 18 ans, 20 ans et 23 ans. Il a eu sa première cape en 2002 à l'occasion d'un match contre l'équipe du Pérou.
Il a disputé la compétition de football des Jeux olympiques d'été de 2004 et la Copa América en 2004.
En juin 2006, il est convoqué par Luis Fernando Suárez pour participer à la  Coupe du monde 2006 en Allemagne avec l'Équateur.
En juin 2014, le sélectionneur Reinaldo Rueda annonce que Luis Saritama est retenu dans la liste des 23 joueurs pour jouer la Coupe du monde 2014 au Brésil. Il participe ainsi à son deuxième mondial.

## Palmarès
- 19 sélections en équipe nationale entre 2003 et 2008